# Eberhard Rohse
Eberhard Rohse (né en 1937) est un universitaire allemand.

## Biographie
Rohse étudie l'allemand, la théologie et la philosophie aux universités de Göttingen et Heidelberg. En 1970, il commence son travail à l'Université technique de Brunswick. Là, il travaille jusqu'à sa retraite en tant que conseiller au "Séminaire de langue et littérature allemandes".
Ses intérêts de recherche incluent la littérature à Brunswick, Hermann Bote (de), Bertolt Brecht et Wilhelm Raabe. Il écrit également des ouvrages sur Wilhelm Busch, August Heinrich Hoffmann von Fallersleben, Karl Philipp Moritz, Ludwig Gotthard Kosegarten (de), ainsi que sur la littérature et la Bible, la poésie et le darwinisme, le régionalisme littéraire et la réception des chansons allemandes. Il est cofondateur et coéditeur de la série Braunschweiger Beiträge zur deutschen Sprache und Literatur (1999 ff.). Depuis 2021, il est membre honoraire de l'Internationalen Raabe-Gesellschaft e. V

## Publications (sélection)

### En tant qu'auteur
- Der frühe Brecht und die Bibel. Studien zum Augsburger Religionsunterricht und zu den literarischen Versuchen des Augsburger Gymnasiasten (= Dissertation, TU Braunschweig 1979). Vandenhoeck und Ruprecht, Göttingen 1983 (= Palaestra, Bd. 278),  (ISBN 3-525-20550-3).
- „Transzendentale Menschenkunde“ im Zeichen des Affen. Raabes literarische Antworten auf die Darwinismusdebatte. In: Jahrbuch der Raabe-Gesellschaft 1988, S. 168–210. ISSN 0075-2371.
- Hominisation als Humanisation? Die Figur des Affen als anthropologische Herausforderung in Werken der Literatur nach Darwin - Wilhelm Busch, Wilhelm Raabe, Franz Kafka, Aldous Huxley. In: Studium generale. Vorträge zum Thema Mensch und Tier. Bd. 6. Tierärztliche Hochschule Hannover. Wintersemester 1987/88. Verlag M. & H. Schaper, Alfeld/Hannover 1989, S. 22–56.  (ISBN 3-7944-0158-1).
- Abt Jerusalem als literarische Figur. Bild und Darstellung J. F. W. Jerusalems in historischen Romanen Hermann Klenckes und Wilhelm Raabes. In: Abt Johann Friedrich Wilhelm Jerusalem (1709–1789). Beiträge zu einem Kolloquium anläßlich seines 200. Todestages. Hrsg. von Klaus Erich Pollmann (= Braunschweiger Werkstücke. Bd. 81). Stadtarchiv und Stadtbibliothek Braunschweig, Braunschweig 1991, S. 127–171.
- Literarische „Märzerrungenschaften“. Die Revolution von 1848 in Werken Braunschweiger Schriftsteller. In: Literatur in Braunschweig zwischen Vormärz und Gründerzeit. Beiträge zum Kolloquium der Literarischen Vereinigung Braunschweig vom 22. bis 24. Mai 1992. Hrsg. von Herbert Blume und Eberhard Rohse (= Braunschweiger Werkstücke, Bd. 33. Der ganzen Reihe Band 84), Stadtarchiv und Stadtbibliothek Braunschweig, Braunschweig 1993, S. 55–110.  (ISBN 3-87884-037-3)
- Regionalität – Poetizität – Theologie der Natur. „Uferpredigten“ auf Rügen im Werk Gotthard Ludwig Kosegartens. In: Pommern in der Frühen Neuzeit. Literatur in Stadt und Region. Vorträge und Referate des interdisziplinären Symposions in Greifswald vom 29.9, bis 2.10.1992, hrsg. von Wilhelm Kühlmann (de) und Horst Langer (= Frühe Neuzeit. Bd. 19). M. Niemeyer, Tübingen 1994, S. 449–499.  (ISBN 3-484-36519-6).
- Der Chronist als Hagiograph. Der Braunschweiger Stadtheilige Sankt Autor im Werk Hermann Botes. In: Eulenspiegel-Jahrbuch. Bd. 38 (1998), S. 11–69.  (ISBN 3-923233-01-9).
- Das Lied der Deutschen in seiner politischen, literarischen und literaturwissenschaftlichen Rezeption. In: August Heinrich Hoffmann von Fallersleben 1798–1998: Festschrift zum 200. Geburtstag. Hrsg. von Hans-Joachim Behr, Herbert Blume und Eberhard Rohse (= Braunschweiger Beiträge zur deutschen Sprache und Literatur. Band 1). Verlag für Regionalgeschichte, Bielefeld 1999,  (ISBN 3-89534-281-5), S. 51 ff.
- „Frankfurt nicht Betlehem“ - Paulskirchenparlament und 48er Revolution im Spiegel literarischer Texte. In: Sprache des deutschen Parlamentarismus. Studien zu 150 Jahren parlamentarischer Kommunikation. Hrsg. von Armin Burkhardt und Kornelia Pape. Westdeutscher Verlag, Wiesbaden 2000, S. 40–67.  (ISBN 3-531-13364-0).
- Wie Raabe den Tod gebildet. Zur Ikonographie von Zeitlichkeit und Tod in späten Texten und Zeichnungen Wilhelm Raabes. In: Von Wilhelm Raabe und anderen. Vorträge aus dem Braunschweiger Raabe-Haus. Hrsg. von Herbert Blume (= Braunschweiger Beiträge für deutsche Sprache und Literatur. Bd. 5). Verlag für Regionalgeschichte, Bielefeld 2001, S. 191–239.  (ISBN 3-89534-354-4).
- Im Vorfeld der Bote-Forschung: „Van veleme rade“ als „Findling“ des Germanisten Hoffmann von Fallersleben. In: Vulpis Adolatio. Festschrift für Hubertus Menke zum 60. Geburtstag. Hrsg. von Robert Peters, Horst P. Pütz und Ulrich Weber. Universitätsverlag C. Winter, Heidelberg 2001, S. 603–623.  (ISBN 3-8253-1237-2).
- Karl Philipp Moritz: Anton Reiser. Ein psychologischer Roman. In: Weltliteratur. Eine Braunschweiger Vorlesung. Hrsg. von Renate Stauf und Cord Friedrich Berghahn (= Braunschweiger Beiträge zur deutschen Sprache und Literatur. Bd. 7). Verlag für Regionalgeschichte, Bielefeld 2004, S. 169–189.  (ISBN 3-89534-527-X).
- Gelehrsamkeit, Deutschlandpathos, Poesie des Grimms. Hoffmann von Fallersleben und Göttingen. In: Hoffmann von Fallersleben. Internationales Symposion Corvey/Höxter 2008. Hrsg. von Norbert Eke, Kurt K. G. Schuster und Günter Tiggesbäumker (= Braunschweiger Beiträge zur deutschen Sprache und Literatur. Bd. 11). Verlag für Regionalgeschichte, Bielefeld 2009, S. 125–178.  (ISBN 978-3-89534-851-8).
- Bild als Text – Text als Bild. Bildzitate in Erzähltexten Wilhelm Raabes. In: Wilhelm Raabe. Das zeichnerische Werk. Hrsg. im Auftrag des Oberbürgermeisters der Stadt Braunschweig von Gabriele Henkel. Georg Olms Verlag, Hildesheim, Zürich, New York 2010, S. 93–125.  (ISBN 978-3-487-14332-3).
- „Knüppel aus dem Sack!“ - Märchensatire des Vormärzdichters Hoffmann von Fallersleben als literatursprachlich-politischer Skandal. In: Skandal im Sprachbezirk. Hrsg. von Susanne Borgward, Iris Forster, Imke Lang-Groth und Martin Neef (= Peter Lang Edition). Peter Lang GmbH. Internationaler Verlag der Wissenschaften, Frankfurt am Main 2014, S. 73–106.  (ISBN 978-3-631-65305-0).
- "Im Anfang war das Wort." Bibel- und Literaturzitate als Gedicht-Motti "unpolitischer" Lyrik Hoffmanns von Fallersleben. In: August Heinrich Hoffmann von Fallersleben im Kontext des 19. Jahrhunderts und der Moderne. Internationales Symposion Fallersleben 2017. Hrsg. von Cord-Friedrich Berghahn, Gabriele Henkel und Kurt G.P. Schuster (= Braunschweiger Beiträge zur deutschen Sprache und Literatur. Bd. 18). Verlag für Regionalgeschichte, Bielefeld  2019, S. 91–136.  (ISBN 978-3-7395-1098-9)
- "wie Joach. Heinr. Campe sagt" - zur Campe-Rezeption in Werken des Erzählers und Zeichners Wilhelm Raabe. In: Joachim Heinrich Campe. Dichtung, Sprache, Pädagogik und Politik zwischen Aufklärung, Revolution und Restauration. Hrsg. von Cord-Friedrich Berghahn und Imke Lang-Groth (= Germanisch-Romanische Monatsschrift, Beiheft 102). Universitätsverlag Winter, Heidelberg 2021, S. 339–368.  (ISBN 978-3-8253-4814-4)

### En tant qu'éditeur
- Wolfgang Robert Griepenkerl (de): Maximilian Robespierre. Trauerspiel in fünf Aufzügen (= Bibliophile Schriften der Literarischen Vereinigung Braunschweig. Band 36:) Literarische Vereinigung Braunschweig, Braunschweig 1989, (OCLC 83881092).
- zusammen mit Herbert Blume (de): Hermann Bote. Städtisch-hansischer Autor in Braunschweig, 1488–1988. Beiträge zum Braunschweiger Bote-Kolloquium 1988. (= Frühe Neuzeit. Band 4). M. Niemeyer, Tübingen 1991,  (ISBN 3-484-36504-8).
- zusammen mit Armin Burkhardt: Umberto Eco. Zwischen Literatur und Semiotik. Ars et Scientia, Braunschweig 1991,  (ISBN 3-9802066-2-9).
- Adolf Glaser (de): Hennig Braband. Historisches Trauerspiel in vier Aufzügen nebst einem Vorspiel. (= Schriften der Literarischen Vereinigung Braunschweig. Band 40). Literarische Vereinigung Braunschweig, Braunschweig 1993, (OCLC 38939025).
- zusammen mit Herbert Blume: Literatur in Braunschweig zwischen Vormärz und Gründerzeit. Beiträge zum Kolloquium der Literarischen Vereinigung Braunschweig vom 22. bis 24. Mai 1992 (= Braunschweiger Werkstücke. Reihe A, Veröffentlichungen aus dem Stadtarchiv und der Stadtbibliothek, Band 33, der ganzen Reihe Band 84), Braunschweig 1993,  (ISBN 3-87884-037-3).
- August Klingemann: Heinrich der Löwe. Eine historische Tragödie in fünf Akten (= Schriften der Literarischen Vereinigung Braunschweig. Band 43). Literarische Vereinigung Braunschweig, Braunschweig 1996, (OCLC 64542638).
- Ernst Sander (de): Eine Auswahl aus seinem Werk. Zum 100. Geburtstag des Braunschweigischen Schriftstellers und Übersetzers Ernst Sander (1898–1976). Literarische Vereinigung Braunschweig, Band 46, Braunschweig 1997.
- zusammen mit Hans-Joachim Behr (de) und Herbert Blume: August Heinrich Hoffmann von Fallersleben. 1798–1998. Festschrift zum 200. Geburtstag (= Braunschweiger Beiträge zur deutschen Sprache und Literatur. Band 1). Verlag für Regionalgeschichte, Bielefeld 1999,  (ISBN 3-89534-281-5).
- zusammen mit Cord-Friedrich Berghahn, Herbert Blume, Gabriele Henkel: Literarische Harzreisen. Bilder und Realität einer Region zwischen Romantik und Moderne (= Braunschweiger Beiträge zur deutschen Sprache und Literatur. Band 10). Verlag für Regionalgeschichte, Bielefeld 2008,  (ISBN 978-3-89534-680-4).
- zusammen mit Søren R. Fauth und Rolf Parr (de): „Die besten Bissen vom Kuchen.“ Wilhelm Raabes Erzählwerk. Kontexte, Subtexte, Anschlüsse. Wallstein, Göttingen 2009,  (ISBN 978-3-8353-0544-1).
- zusammen mit Dieter Stellmacher (de), Dirk Hinrichs, Karl Semmelroggen: August Hinrichs und Moritz Jahn. Ein literaturwissenschaftlicher Vergleich 1870–1970. Lang 2011,  (ISBN 978-3-631-60820-3).